# رول إت (أغنية جي-ستيشن)
شونتيل وشيلدون بنيامين، ملحنين أغنية «رول أنت غال» أعادوا كتابة وإنتاج الأغنية لفرقة جي-ستيشن، غيروا كلمات الأغنية من كونها أغنية قوية للإناث إلى كلمات أكثر جنسياً، بدلوا أيضاً عنوان الأغنية إلى «رول ات». نسخة جي-ستيشن من ألبومهم الأول ذا بيغنغ، صدر في بعض بلدان أوروبا فقط. نسخة جي-ستيشن مع اشتراك ريانا وشونتيل نفسها.

## قائمة أغاني الأغنية المنفردة
- أسطوانة منفردة

1. «رول ات» (مع ريانا & شونتيل) (نسخة الراديو) - 3:32
2. «رول ات» (مع ريانا & شونتيل) (النسخة الأصلية) - 3:58
3. «رول ات» (لحن) - 3:23
4. «رول ات» (مع ريانا & شونتيل) (نسخة ريغيه تون جيمستار) - 4:10
5. «رول ات» (مع ريانا & شونتيل) (سنسيت ستريبرز ريمكس) - 7:42
6. «رول ات» (مع ريانا & شونتيل) (فيديو)

## الرسوم البيانية والشهادات
| المخطط (2007–2008) | المركز |
| ------------------ | ------ |
| فنلندا             | 8      |
| ألمانيا            | 33     |
| البرتغال           | 46     |
| سويسرا             | 89     |